# Stiddien
Stiddien [ʃtitˌdi̯ən] ist der kleinste Ortsteil der Stadt Braunschweig in Niedersachsen. Es trägt die statistische Bezirksnummer 58 und gehört seit November 2021 zum Stadtbezirk 222 – Südwest.

## Lage und Geschichte
Stiddien ist ein Haufendorf im Südwesten des Braunschweiger Stadtgebiets. Eine ringförmige Dorfstraße umschließt den Ortskern mit Kirche, Friedhof, drei großen Bauernhöfen und einigen Wohnhäusern, denen ihre landwirtschaftliche Vergangenheit noch heute anzusehen ist. Einige Stichstraßen ermöglichten das Wachsen Stiddiens über den ursprünglichen Ring hinaus.
Der Ort liegt in der Niederung zwischen Geitelde und Timmerlah. Ursprünglich gab es hier feuchte Moorwiesen und Sumpfwald. Reste davon haben sich im unter Naturschutz stehenden Stiddier Forst erhalten, dem „Ellernbruch“, etwa einen Kilometer westlich des Dorfes.
Über die erste urkundliche Erwähnung Stiddiens gibt es unterschiedliche Angaben. Häufig wird das Jahr 1172 genannt, als „Stidegem“ in den Annalen des Klosters Steterburg geführt wird. In der Literatur wird aber auch das Jahr 1153 („Stidiem“) angegeben. Nachgewiesen sind zudem die Schreibweisen „Striedegem“ (1182), „Stedium“ oder „Stideum“ (1187), „Stidingen“ und „Stedehem“. Seit 1394 ist die Schreibweise „Stiddien“ gebräuchlich. Im Ortsnamen stecken die altniederdeutschen Wörter „stidi“ (Stätte), und „hem“ (Heim).
Um 1500 verlief die Alfelder Heerstraße durch Stiddien. Die Heer- und Handelsstraße führte von Braunschweig nach Alfeld bei Hildesheim und traf dort auf die Strecke Hannover-Frankfurt am Main. Im 16. und 17. Jahrhundert ließ der Verkehr zugunsten der Frankfurter Straße nach, die über die Salzstadt Salzgitter führte. Im 18. Jahrhundert verödete die alte Heerstraße dann fast ganz.
Die Landwirtschaft war über Jahrhunderte Haupterwerb in Stiddien. Ein Großteil der Ackerfläche gehörte dem Stift Steterburg. Seit dem 14. Jahrhundert wurden Getreide und Flachs angebaut, daneben gab es Weidewirtschaft. Mit den Nachbarn, vor allem mit dem Haufendorf Groß Gleidingen, gab es immer wieder Streit um Weideflächen. Nach 1700 wurde die feuchte Niederung durch den Fuhsekanal entwässert. Auf dem schmalen Kanal sollte auch Torf nach Braunschweig transportiert werden, was aber wegen mangelnder Wassertiefe und damit verbundener Verschlammung des Kanals unterblieb. Die Qualität der Ackerböden verbesserte sich durch die Wasserregulierung jedoch und die Einkünfte der Stiddier Bauern stiegen. Während der Belagerung Braunschweigs im Siebenjährigen Krieg im Oktober 1761 wurde das Dorf zum Aufmarschgebiet: Französische Truppen bezogen kurzzeitig Stellung zwischen Broitzem und Stiddien.
1802 heißt es in einer Beschreibung über Stiddien: „Tochter von Geitelde […] mit Kirche und Schule, die das Konsistorium besetzt. 3 Ackerhöfe, 6 Kothöfe, 1 Brinksitzerstelle, 12 Feuerstellen und 105 Einwohner.“ Etwa ab 1860 dominierte der Zuckerrübenanbau und sorgte für Wohlstand. Noch heute prägen drei große Höfe mit Herrenhäusern das Dorfbild. Der kleine Friedhof in der Dorfmitte wurde lange von den aufwändigen Grabdenkmälern der großen Bauern beherrscht. 1904 wurde Stiddien zum Haltepunkt der Omnibus-Verbindung von Braunschweig nach Salzgitter-Lebenstedt, einer der ersten dieser Art. Die Linie wurde von Heinrich Büssing betrieben, einem Pionier der Autobusbaus.
| 1663 | 35  |
| 1774 | 87  |
| 1802 | 105 |
| 1847 | 117 |
| 1863 | 142 |
| 1871 | 144 |
| 1910 | 143 |
| 1925 | 166 |
| 1933 | 179 |
| 1939 | 176 |
| 1962 | 335 |
| 2015 | 215 |
| 2021 | 208 |
| 2022 | 197 |
| 2023 | 186 |

Im Zweiten Weltkrieg wurde der nahegelegene Bahnhof Beddingen durch die Nationalsozialisten mit Hochdruck ausgebaut, lag er doch in direkter Nähe zu den damaligen Reichswerken Hermann Göring. Am westlichen Ortsrand von Stiddien wurde in der Nähe der Gleisanlagen ein Lager errichtet, in dem 78 Zwangsarbeiter untergebracht waren. Die Poststelle des Lagers bestand von Dezember 1940 bis April 1942. Im Poststempel firmierte das Lager als „Unterkunftslager“ oder „Wohnlager“. Die Gebäude wurden nach dem Krieg abgerissen, erhalten blieb nur die ehemalige Wachbaracke, die zum Wohnhaus ausgebaut wurde. In ca. 100 Metern Entfernung befindet sich ein Bunker, der ebenfalls erhalten ist. Stiddien blieb von Bombenangriffen verschont, doch wurden der Bahnhof und der große FlaK-Kommandoposten zwischen Stiddien und Geitelde massiv bombardiert. In der Umgebung waren noch lange sehr viele Bombentrichter zu finden.
Nach dem Krieg wuchs der Ort. Flüchtlinge aus dem Osten bauten Siedlungshäuser, später entstand am Dorfrand die so genannte Siedlung, zwei Stichstraßen, vorwiegend bebaut mit Einfamilienhäusern.
Bis zum 1. März 1974 gehörte das Dorf als dessen nördlichste Gemeinde zum Landkreis Wolfenbüttel und hatte einen eigenen, ehrenamtlichen Bürgermeister. Durch die niedersächsische Gebietsreform wurde Stiddien zusammen mit 21 weiteren Ortschaften nach Braunschweig eingemeindet.

## Die Dorfkirche
Die evangelisch-lutherische Kirche wurde etwa 1142 erbaut, 1220 wurde sie erstmals im Güterverzeichnis des Klosters Steterburg erwähnt. 1302 übernahm der Braunschweiger Johanniterorden nach einigem Streit das Patronatsrecht für die Stiddier Kirche vom Steterburger Stift im Tausch gegen die Kirche in Vechelde. 1660 wurde Stiddien zu Geitelde eingepfarrt.
Noch vor der Reformation wurde die romanische Wehrkirche an der Ostseite erweitert. Hinter der Altarwand ist noch heute eine Piscina zu erkennen. In dieser Ausbuchtung stand einst das Weihwasser des Priesters.
1714/16, als die Landwirtschaft einen Aufschwung erlebte, wurde der Natursteinbau abermals aufwendig renoviert und erweitert. Der Eingang, der sich ursprünglich an der Turmseite befand, wurde an der Nordseite verlegt und die Korbbogenfenster eingefügt. Die Kirche erhielt einen barocken Kanzelaltar mit zwei Passionsengeln. An der gegenüberliegenden Schmalseite wurde eine Empore mit Orgel eingebaut. Auch die beiden bronzenen Altarleuchter stammen aus dieser Zeit.
Später wurde der Kirchenbau vernachlässigt, Feuchtigkeit drang ein. 1759 klagte ein Prediger, wenn er hinter der Kanzelaltarwand säße, leide seine Gesundheit. Im 19. Jahrhundert spendete eine der wohlhabenden Bauernfamilien ein buntes Bleiglasfenster für den Ostgiebel.
Erst in den 1950er Jahren wurde der Bau grundlegend renoviert. Die zwischenzeitlich verputzte Fassade wurde wieder freigelegt, und die Orgel erhielt einen Stromanschluss, so dass nicht mehr der Blasebalg getreten werden musste.
Nach dem Jahr 2000 wurde der Bau aus Sand-, Kalk- und Braunschweiger Rogenstein erneut saniert und trockengelegt und später die aus den 1970er Jahren stammende grün-beige Bemalung der Altarwand beseitigt. Anhand von Farbspuren wurde die barocke Farbgebung aus dem frühen 18. Jahrhundert wiederhergestellt. Jetzt dominieren Terrakotta-Töne sowie beige und braun das Kircheninnere.
Die Kirche ist mit ihren etwa 70 Plätzen eine der kleinsten in Braunschweig. Der Gottesdienst findet heute einmal im Monat statt. Die evangelische Kirchengemeinde bildet zusammen mit den Gemeinden in Geitelde und Timmerlah einen Seelsorgebezirk und gehört zum Pfarrverband Braunschweig Südwest, der wiederum zur Propstei Vechelde gehört. Die Katholiken im Dorf zählen wie vor über 800 Jahren zur Kirchengemeinde Thiede-Steterburg.
Eine Informationstafel am Friedhof auf dem Weg zur Kirche gibt einen kurzen Abriss der Dorfgeschichte und zeigt einen Übersichtsplan. Das kleine Kriegerdenkmal neben der Freiwilligen Feuerwehr trägt die Inschrift „Den Gefallenen zum Gedächtnis, der Jugend zur Mahnung.“

## Infrastruktur
Stiddien ist zu einem reinen Pendlerdorf geworden. „Kein Kindergarten, keine Grundschule, kein Supermarkt, eine nur mäßige Busverbindung“ – so beschrieb die Braunschweiger Zeitung 2004 den Ort und zog das Fazit „Infrastruktur gleich Null“. Die 1849 erbaute kleine Dorfschule, in der bis in die 1950er-Jahre alle Dorfkinder gemeinsam in einer Klasse unterrichtet wurden, ist schon lange geschlossen. Das Gebäude wird heute von der Kirchengemeinde genutzt. Die Kinder der Klassen 1 bis 4 besuchen die Grundschule im nahe gelegenen Timmerlah. Die Gastwirtschaft mit Tanzsaal und kleinem Laden, einst Mittelpunkt des Dorflebens, konnte sich nur bis Ende der 1970er Jahre halten. Die Poststelle wurde 1976 aufgegeben, später entfernte die Telekom auch den einzigen Münzfernsprecher, jetzt gibt es nur noch einen Briefkasten. Das Dorf wird auch in Zukunft nicht wachsen, weil kein Bauland ausgewiesen ist. Die fruchtbaren Ackerböden sind zu wertvoll.
Seit 1991 ist Stiddien an die zentrale Stadtentwässerung Braunschweigs angeschlossen. Seit der Schließung der Landstraße zwischen Geitelde und Broitzem hat sich der Verkehr durch das bis dahin eher ruhig gelegene Dorf nahezu verdoppelt.
Außerdem wurde im Frühjahr 2010 zwischen Broitzem und Stiddien ein Fahrradweg gebaut, der die Landstraße von Behinderungen durch Fahrradfahrer befreit und somit nicht nur einen fließenderen Verkehr ermöglicht, sondern auch den Weg der Fahrradfahrer sicherer macht.

## Dorfleben

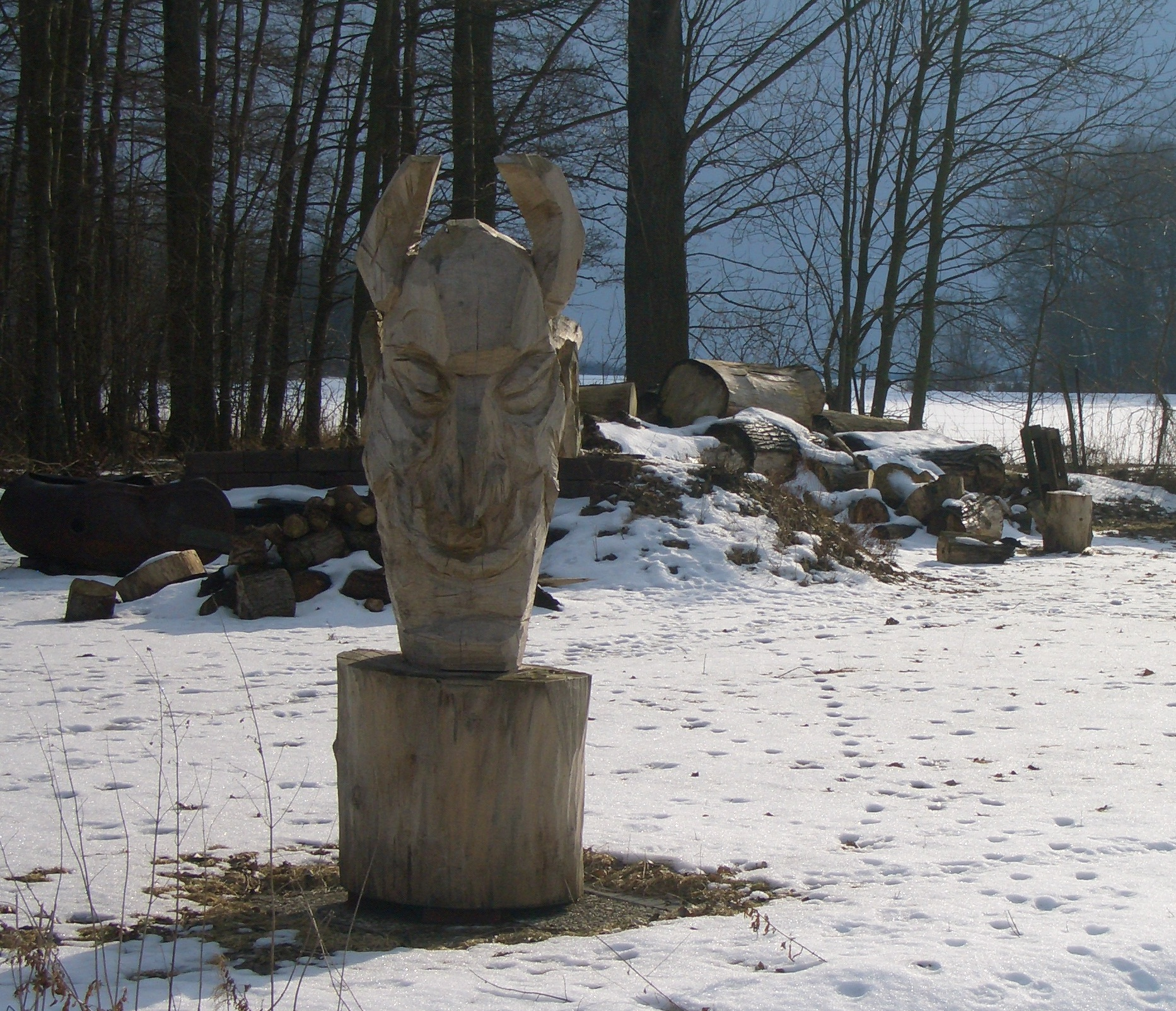
Die nahe gelegene Quelle Teufelsspring inspiriert zu kreativen Skulpturen.

Stiddien gilt als attraktiver, sozial stabiler Stadtteil. Der Sozialatlas der Stadt (erschienen 2000) weist eine der niedrigsten Kriminalitätsraten unter allen Braunschweiger Stadtbezirken aus.
Im Ort sind trotz oder vielleicht gerade wegen seiner geringen Größe viele Vereine aktiv. Neben der 1874 gegründeten Freiwilligen Feuerwehr gibt es den Tischtennisclub „TTC-Rot Weiß“ (gegründet 1967), zwei Reitvereine, den Singkreis der Kirche, den Frauenkreis, den Mütterkreis, einen Hobbyclub, mehrere Kegelvereine und die „Partygemeinschaft Teufelsspring“. Ein Stiddier darf nach Angaben der „Braunschweiger Zeitung“ für sich in Anspruch nehmen, Besitzer des größten privaten Bonsai-Gartens in Niedersachsen zu sein.
Nach einem Bericht der Braunschweiger Zeitung vom 9. September 2007 soll im Haus von Damme, einem unter Denkmalschutz stehenden Fachwerkhaus, ein Heimatmuseum entstehen.
In der Feldmark, an der Bahnlinie zum Stahlwerk Salzgitter befindet sich der Bolzplatz, auf dem größere Dorffeste gefeiert werden. Am südöstlichen Dorfrand liegt der „Stiddier Europaplatz“ mit einem Findling, der die Inschrift „Deutschland für Europa – 4.5.1984“ trägt. Daneben sind einige Bänke aufgestellt.
Im Umland besaß die Stiddier Feuerwehr über Jahre das größte Partyzelt, das daher gern von anderen Vereinen oder Gemeinden für Feste ausgeliehen wurde.
Als feierliche Höhepunkte finden jährlich zu Ostern das (regional größte) Osterfeuer und im Spätsommer der Wandertag des TTC, sowie das Gemeindefest der Kirche statt.

## Wappen
Das Wappen zeigt einen goldenen Pferdekopf innerhalb einer stilisierten grünen Dachform (Spitze) auf einem goldenen Schildhintergrund.
Der Pferdekopf symbolisiert das Tier als treuen Begleiter bei der Feldarbeit und als Reittier, da die Siedlung seit alters her stark landwirtschaftlich geprägt war und dabei zahlreiche Pferde zum Einsatz kamen. In Stiddien werden überdurchschnittlich viele Pferde gehalten. Jahrelang nahm der Ort für sich in Anspruch, die höchste Zahl von Araberpferden pro Kopf der Bevölkerung in Niedersachsen zu haben. Die Dachform steht für den Teil (Stedehem, -heim) des alten Ortsnamens. Die Farben Grün-Gold versinnbildlichen die Korn- und Rübenfelder und somit ebenfalls den Ackerbau.
Arnold Rabbow hat das Wappen entworfen, es wurde am 20. Februar 1980 vom Ortsrat Timmerlah, zu dem Stiddien damals zählte, angenommen.